# Wyspa Giovanniego
Wyspa Giovanniego (jap. ジョバンニの島 Joban’ni no shima) – japoński film animowany z 2014, wyprodukowany przez studio Production I.G i wyreżyserowany przez Mizuho Nishikubo. Scenariusz napisali Shigemichi Sugita i Yoshiki Sakurai, muzykę skomponował Masashi Sada, a za dystrybucję odpowiadało Warner Bros. Pictures. Premiera w japońskich kinach odbyła się 22 lutego 2014.
W Polsce film został zaprezentowany podczas 22. edycji festiwalu Etiuda&Anima, a pierwszy z pokazów odbył się 27 listopada 2015. 

## Fabuła
Historia opowiada o dwóch braciach, Junpeiu i Kancie, którzy mieszkają na wyspie Szykotan wraz z dziadkiem rybakiem, oraz ojcem, będącym dowódcą miejscowej straży pożarnej. Po klęsce Japonii w II wojnie światowej i inwazji Armii Czerwonej na wyspę, rodzina zostaje zmuszona do zamieszkania w stajni, podczas gdy do domu wprowadza się rosyjski dowódca wraz ze swoją rodziną, w tym córką Tanyą. W szkole rosyjskie dzieci zajmują połowę budynku, a podczas przerw zaczynają bawić się z japońskimi rówieśnikami. Po przypadkowym zderzeniu z Tanyą na placu zabaw Junpei zaprzyjaźnia się z nią, a następnie obaj bracia zostają zaproszeni na kolację do jej domu. Wujek braci, Hideo, prosi Junpeia, aby nocą zapalał ogniska sygnałowe, co pozwoli mu przeprawiać się na główną wyspę po racje żywnościowe, ponieważ kończy się im ryż. Tymczasem ich ojciec, Tatsuo, z pomocą nauczycielki Sawako, potajemnie zaopatruje resztę wioski w żywność pochodzącą z zapasów awaryjnych Korpusu Świtu. Gdy Hideo odkrywa ten proceder, próbuje przemycić jedzenie, by sprzedać je poza wyspą, ale zostaje schwytany. Tatsuo w pośpiechu udaje się do jaskini, w której przechowywane są zapasy Korpusu Świtu, jednak zostaje aresztowany.
25 września 1947 roku Japończycy z wyspy zostają zgromadzeni w porcie, skąd mają zostać odesłani na główne wyspy Japonii. Junpei i Kanta wyruszają wraz z Sawako, podczas gdy ich dziadek postanawia pozostać, pragnąc spędzić swoje ostatnie chwile na morzu. W trakcie zaokrętowania trójka spotyka Hideo, a kilka dni później docierają do obozu internowania w Maoce, na zachodzie Karafuto, gdzie czekają na statek, który zabierze ich do Japonii. Hideo dowiaduje się, że Tatsuo żyje i przebywa w innym obozie internowania po drugiej stronie gór. Kanta postanawia wyruszyć na spotkanie z ojcem, a Junpei mu towarzyszy. Następnego dnia Sawako i Hideo ruszają ich śladem, a ku zaskoczeniu Hideo, Sawako również decyduje się odwiedzić obóz Tatsuo. Cała czwórka dociera do bunkra, gdzie spędza noc. Jednak o świcie dostrzegają radzieckich żołnierzy, którzy wytropili ich ślad. Hideo biegnie naprzód, by odwrócić ich uwagę i dać Sawako oraz dzieciom szansę na ucieczkę.
Trójce udaje się dotrzeć do obozu internowania, w którym przetrzymywany jest Tatsuo. Podczas wzruszającego pożegnania Tatsuo obiecuje, że bez względu na wszystko znajdzie sposób, by się z nimi ponownie spotkać. Jednak w drodze powrotnej Kanta nagle zapada na ciężką chorobę, a cała trójka zostaje schwytana przez strażników obozu. Komendant obozu organizuje transport ciężarówką z powrotem do portu, lecz Kanta umiera w drodze. Junpei i Sawako docierają do portu, gdzie ponownie spotykają Hideo i ustawiają się w kolejce do wejścia na statek do Japonii. Aby strażnicy nie zorientowali się, że Kanta nie żyje i nie wyrzucili jego ciała, Junpei nieustannie opowiada mu historię Noc na kolei galaktycznej. W trakcie opowieści Junpei ma wizję ducha Kanty, który wsiada do widmowego pociągu i wznosi się ku gwiazdom.
56 lat później Sawako i Junpei wracają na Szykotan, aby oddać hołd Tatsuo i Kancie przy ich grobach. W dawnej szkole Junpeia odbywa się ceremonia ukończenia nauki dla tych, którym nigdy się to nie udało. Podczas kolacji do Junpeia podchodzi blondwłosa dziewczyna – wnuczka Tanyi. Wręcza mu notes zawierający jeden z jego dawnych szkiców przedstawiających Tanyę. W zamian Junpei daje jej swój stary egzemplarz Nocy na kolei galaktycznej. Ze smutkiem dowiaduje się, że Tanya zmarła rok wcześniej. Gospodarze z Rosji zaczynają grać muzykę, a goście, zarówno Rosjanie, jak i Japończycy, wspólnie tańczą. Wnuczka Tanyi zaprasza Junpeia do tańca, a scena powoli zmienia się w wizję duchów dawnych mieszkańców Szykotanu, tańczących razem wśród gwiazd.

## Obsada
| Postać              | Seiyū              |
| ------------------- | ------------------ |
| Tatsuo Senō         | Masachika Ichimura |
| Sawako              | Yukie Nakama       |
| Micchan             | Kanako Yanagihara  |
| Hideo               | Yūsuke Santamaria  |
| Junpei Senō         | Kōta Yokoyama      |
| Kanta Senō          | Junya Taniai       |
| Tanya               | Polina Ilyushenko  |
| Genzō Senō          | Saburo Kitajima    |
| Sonchō              | Hiroshi Inuzuka    |
| Sawako obecnie      | Kaoru Yachigusa    |
| Junpei Senō obecnie | Tatsuya Nakadai    |